# Свидание с опасностью
«Свидание с опасностью» (англ. Appointment with Danger) — фильм нуар режиссёра Льюиса Аллена, вышедший на экраны в 1951 году.
Поставленный по сценарию Ричарда Л. Брина и Уоррена Даффа, фильм рассказывает о жёстком и хладнокровном инспекторе Почтовой службы США Эле Годдарде (Алан Лэдд), которому поручено найти и задержать преступников, задушивших его коллегу. Расследование приводит его к монахине (Филлис Калверт), которая была свидетелем убийства и может опознать убийц (Джек Уэбб и Гарри Морган), которые работают на гангстера Эрла Беттигера (Пол Стюарт). Выдавая себя за продажного чиновника, Эл входит доверие к Беттигеру и внедряется в его банду, которая разрабатывает план ограбления грузовика Почтовой службы, перевозящего миллион долларов наличными.
После выхода фильма критики давали ему высокие оценки, особенно отмечая качественный сценарий и отличную игру исполнителей как главных ролей, так и ролей второго плана. Современные историки кино также высоко оценивают актёрскую игру, однако сам фильм рассматривают как стандартный триллер своего времени.

## Сюжет
Дождливым вечером в гостинице «Кромптон» в городе Гэри, штат Индиана, двое человек, Джо Ригас (Джек Уэбб) и Джордж Содерквист (Гарри Морган) телефонным проводом душат мужчину, затем перевозят его тело в соседний городок Ла Порте, где собираются утопить в канале поблизости от железнодорожного узла. В тот момент, когда Ригас и Содерквист вытаскивают тело убитого из машины, они замечают молодую монахиню (Филлис Калверт), которая пытается справиться со своим зонтом. Чтобы отвлечь её внимание, Содерквист подходит к ней, заговаривает и помогает открыть зонт. Тем не менее, она замечает, что Ригас облакотил кого-то на машину и с трудом удерживает его в стоячем положении. Содерквист объясняет, что их друг напился, и монахиня уходит, но тем не менее просит проезжающего мимо полицейского на мотоцикле обратить внимание на эту компанию. В этот момент автомобиль срывается с места и уносится на огромной скорости. Патрульный начинает его преследование, однако вскоре теряет автомобиль из вида. Вскоре на проезжей части полиция обнаруживает труп мужчины, которого идентифицируют как почтового инспектора из Чикаго Гарри Грубера.
В Гэри прибывает коллега Грубера, холодный и саркастичный почтовый инспектор Эл Годдард (Алан Лэдд) с поручением провести расследование преступления. Первым делом Эл начинает розыск монахини, и после разговора с работниками железнодорожной станции, выясняет, что она уехала в соседний город Форт-Уэйн. Эл едет в этот город, и вскоре в одной из местных церквей находит сестру Августину, которая является единственным человеком, которая знает одного из убийц в лицо. Эл просит её о помощи, однако благочестивая сестра Августина поначалу колеблется, боясь невольно навредить другому человеку и не желая отрываться от своих богоугодных дел. Но когда Эл убеждает её, что её служение заключается и в том, чтобы помогать органам власти в борьбе с преступниками, она соглашается.
Вместе с Элом сестра Августина приезжает в полицейский участок, где в одном из альбомов преступников находит фотографию Содерквиста, который оказывается известным рецидивистом. Выяснив, что последний известный адрес Содерквиста в Гэри, Эл уговаривает сестру Августину отправится туда вместе с ним. В Гэри сестра Августина останавливается в церкви Святого Михаила. Настоятельница, мать Амвросия (Джеральдин Уолл) спрашивает молодую монахиню о расследовании, и та признаётся, что не хочет помогать Элу, потому что у него «нет сердца» и «нет милосердия». Тем не менее, сестра Августина вместе с Элом и детективом по расследованию убийств Дэвидом Гудманом (Дэвид Волф) подъезжают к бильярдному клубу, который, по полицейской информации, часто посещает Содерквист. Спрятавшись в доме напротив, они наблюдает за входом в клуб, пока, наконец, сестра Августина не узнаёт в одном из людей Содерквиста в компании другого мужчины. Затем монахиня выходит на улицу и ловит такси, чтобы вернуться в церковь, но в этот момент её замечает и узнаёт Ригас. Хотя сестра Августина той ночью не разглядела его лицо и не сможет его опознать, тем не менее встревоженный Ригас звонит своему боссу, владельцу гостиницы «Кромптон» Эрлу Беттикеру (Пол Стюарт), и просит разрешения её устранить как опасную свидетельницу.
Некоторое время спустя Элу и Дэвиду сообщают, что Содерквист оторвался от полицейской слежки. В поисках другой ниточки, они решают проверить почтовое отделение, в котором Грубер проводил инспекцию. Начальник отделения сообщает им, что Грубер внимательно следил за тремя водителями грузовиков, которые привлекались к перевозке денег с одной станции на другую на железнодорожном узле Гэри. При изучении их биографий Эл обращает внимание на Пола Феррара, который не так давно отказался от перевода на более высокооплачиваемую работу, и просит незаметно показать ему этого водителя. Увидев Феррара в гараже, Эл понимает, что это тот самый человек, которого он видел вместе с Содерквистом около бильярдного клуба. Эл предполагает, что Содерквист и Феррар входили в некую преступную группу, которая готовила ограбление почтового фургона с деньгами, и когда Грубер стал догадываться об этом, его убили.
Тем временем Ригас, обойдя городские культовые учреждения, наконец, находит сестру Августину в церкви Святого Михаила, и пытается убить её. На строительной площадке в церковном дворе он сбрасывает на голову монахини фрагмент реставрируемого витража, пытаясь представить её гибель как несчастный случай. Однако, стёкла летят мимо монахини и едва не убивают пробегавшего мимо мальчика. Вернувшись в гостиницу «Кромптон», Ригас докладывает о своей неудаче Беттикеру, который приказывает оставить монахиню в покое, а вместо этого удалить из города Содерквиста. Беттикер и Ригас приходят к Содерквисту, который только что поселился в одном из номеров в «Кромптоне», и сообщают ему, что он на неопределённое время должен уехать в Сент-Луис. Содерквист, от которого в своё время ушла жена с ребёнком и который давно не имел собственного жилья, категорически отказывается уезжать, так как это будет означать, что на новом месте ему опять предстоит начинать всё сначала. Кроме того, это будет означать, что он не примет участие в предстоящем ограблении и лишится своей доли. Когда Содерквист начинает протестовать, Ригас подходит к нему сзади и бьёт по голове покрытыми бронзой детскими ботинками, которые Содерквист хранил как память о своём ребёнке, а затем забивает его до смерти.
В сложившейся ситуации, когда полиция не может найти Содерквиста, а против Феррара у неё ничего нет, Эл не видит иного выхода как пойти на риск и внедриться в банду. Он направляется в бильярдный клуб и, представившись Феррару своим настоящим именем, выдаёт себя за коррумпированного инспектора Почтовой службы. Блефуя, он утверждает, что может сфабриковать улики и подставить Феррара в убийстве Грубера, если тот не заплатит ему 25 тысяч долларов.
Феррар сообщает о появлении Эла Беттигеру, который опасается, что вмешательство почтового инспектора может разрушить его тщательно проработанный план ограбления почтового фургона с миллионом долларов. Беттигер встречается с Элом, говоря, что у него нет таких денег. Вместо этого главарь банды предлагает Элу принять участие в ограблении за долю в награбленном. Беттигер решает проверить Эла и спрашивает, зачем тому нужны деньги, на что тот отвечает, что любит делать ставки через знакомого подпольного букмекера. Ригас не верит Элу, и между ними происходит стычка. Беттигер разнимает их, но решает держать Эла под своим контролем. После ухода Эла он перепроверяет информацию о ставках у упомянутого Элом букмекера, и выясняет, что тот никогда не слышал об Эле. Однако, Элу удаётся вовремя предупредить полицию, и та заставляет букмекера перезвонить Беттигеру и подтвердить, что Эл является его клиентом.
Беттигер держит Эла в одном из номеров своей гостиницы фактически на положении заложника. В один из моментов Эл, Беттигер и Ригас идут в спортивный зал, где играют в ручную пелоту, и игра между Элом и Ригасом превращается в жестокое сражение, в результате которого после одного из ударом мячом Ригас теряет сознание. За Элом наблюдает также Доди (Джен Стерлинг), любящая современный джаз остроумная подружка Беттигера, которая начинает испытывать к Элу определённую симпатию. У неё в комнате Эл находит фотографию, на которой Содерквист изображён вместе со своими друзьями, включая Ригаса. Позднее он показывает эту фотографию сестре Августине, однако та отказывается опознать кого-либо, говоря, что плохо видела лицо второго преступника и не будет брать на себя грех.
Во время посещения бейсбольного матча Беттигер сообщает Элу, что ограбление состоится на следующий день, эту информацию Эл тут же передаёт тайно сопровождающему их агенту полиции. В гостинице Эл заявляет Беттикеру, что его долгое отсутствие на работе вызовет подозрение у полиции, и уговаривает отпустить его в Почтовое управление, где он смог бы продолжать готовить ограбление. В почтовом отделении Эл узнаёт от его начальника, что только что в канале сталепрокатного завода было обнаружено тело убитого Содерквиста. За этим разговором их замечает Феррар, который едет вслед за машиной Эла на канал и продолжает следить за ним, пока тот общается с полицейскими. Когда Феррар подбирается ближе, его замечают и начинают преследовать полицейские, однако бандиту удаётся скрыться.
Несмотря на то, что Феррар теперь может выдать его Беттикеру, Эл тем не менее едет на встречу с главарём банды, Ригасом и двумя его сообщниками для уточнения последних деталей ограбления. В момент их встречи к дому подъезжает Феррар, однако Эл скрытно для остальных угрожает ему оружием, и в итоге тот так ничего и не рассказывает Беттикеру, опасаясь быть застреленным. Некоторое время спустя Эл выводит Феррара из помещения, после чего направляется в полицию, где рассказывает в деталях весь план ограбления.
Поблагодарив сестру Августину за помощь, Эл сердечно прощается с ней и снова направляется в банду, где неожиданно узнаёт, что Беттигер решил изменить место ограбления и держит его в тайне. В новом плане важная роль отведена Ригасу, который должен расставить на дороге дезориентирующие дорожные знаки, благодаря которым автомобиль преступников сможет беспрепятственно скрыться после ограбления. Из гостиничного номера Эл звонит в полицию, чтобы предупредить об изменении места ограбления, однако в этот момент в комнату входит Доди, подружка Беттикера, догадываясь с кем он говорит и о чём. Через мгновение появляется Беттикер, однако Доди, решает ничего ему не говорить, спасая жизнь Элу. Она объясняет, что не хочет, чтобы её могли обвинить в соучастии в убийстве. А чтобы её не могли обвинить в соучастии в ограблении, она, обращаясь к Элу как к официальному лицу сообщает ему, что готовится ограбление. Она говорит, что ничего не имеет против Беттикера, который всегда относился к ней хорошо, но не хочет отвечать за его преступления, и потому решила снять с себя все возможные обвинения, уехать в другой город и начать жизнь заново.
На следующий день, когда Ригас направляется к месту ограбления, чтобы расставить дезориентирующие дорожные знаки, он замечает на улице сестру Августину, которая выходит из церкви Святого Михаила, чтобы отправиться домой. Вид молодой монахини вызывает в нём такую ярость, что он, забыв о своей роли в ограблении, едет за ней на вокзал, выдавая себя за полицейского сажает в свою машину и увозит. Опомнившись, он мчится на место ограбления, чтобы расставить знаки, однако опаздывает. Тем временем банда похищает фургон для перевозки хлеба, на котором предполагается совершить нападение на перевозчика денег, а также две легковые машины, на которых предполагается скрыться с места ограбления. В почтовом фургоне едет за рулём подготовленный полицией водитель. Когда бандиты его тормозят, Эл, выйдя из укрытия бьёт водителя по голове, они перегружают деньги в легковую машину и скрываются с места ограбления, где вскоре появляется полиция. Машина с бандитами мчится на огромной скорости, однако поскольку Ригас не успел выставить дорожные знаки, на одном из поворотов она чуть было не врезается в школьный автобус с детьми, которые видят бандитов в лицо. Беттигер говорит, что так как их смогут опознать, они не могут следовать ранее подготовленному плану и будут вынуждены податься в бега.
Они приезжают в заранее подготовленное укрытие, о котором не знал Эл, куда вскоре приезжает и Ригас с сестрой Августиной, которая делает вид, что не знакома с Элом. Так как монахиня видела всех бандитов в лицо, Ригас предлагает её убить. Однако Беттикер спрашивает, готова ли она промолчать о том, что видела, на что сестра Августина искренне говорит, что молчать не сможет. Беттигер даёт указание Ригасу убить монахиню, тот берёт её за руку и ведёт во двор, в этот момент на него набрасывается Эл. Между двумя мужчинами начинается отчаянная драка, которую Беттикер не торопится разнимать, говоря, что если они погибнут оба, это только увеличит долю каждого из оставшихся в живых. В итоге оба хватаются за пистолет, следует выстрел, и убитый Ригас падает на Землю. От волнения сестра Августина случайно выдаёт Эла. Беттигер наставляет на него пистолет, намереваясь застрелить, однако Эл говорит, что он представляет полицию, которая в настоящий момент завершает окружение дома, где они находятся. Он предлагает сделку — Беттигер освобождает монахиню, а Эл выводит его и оставшихся членов банды из окружения, что оставляет им какой-то шанс на спасение. Беттегер соглашается, и отпускает сестру Августину. Когда бандиты вместе с Элом выходят во двор и садятся в машину, Элу удаётся выскользнуть из их рук и спрятаться за другой машиной. Бандиты открывают по нему огонь, что вызывает ответный огонь со стороны полиции. Бандиты укрываются в производственном корпусе завода и отстреливаются, однако полиция убивает их одного за одним. Тем временем Беттгер продолжает преследование Эла, у которого кончились патроны. В конце концов, они вступают в драку, в ходе которой Эл успевает спрыгнуть со стены вниз на кучу песка, и в этот момент Беттигера прошивает автоматная очередь, и он падает рядом с Элом. Его последними словами был вопрос: «А деньги в фургоне были настоящими?», на что Эл ответил: «Да, так что ты умер богатым человеком».
На следующий день сестра Августина тепло прощается с Элом, который признаёт, что его жизнь стала чуть-чуть менее холодной после того, как он с ней познакомился.

## В ролях
- Алан Лэдд — Эл Годдард
- Филлис Калверт — сестра Августина
- Пол Стюарт — Эрл Беттикер
- Джен Стерлинг — Доди
- Джек Уэбб — Джо Ригас
- Стэйси Харрис — Пол Феррар
- Гарри Морган — Джордж Содерквист
- Дэвид Волф — Дэвид Гудман
- Гарри Энтрим — Тейлор, начальник почты
- Джеральдин Уолл — мать Эмброуз
- Энн Тиррелл — Гэри, секретарша начальника почты (в титрах не указана)

## Создатели фильма и исполнители главных ролей
Начав голливудскую карьеру новаторской для своего времени мелодрамой о привидениях «Незваные» (1944), британский режиссёр Льюис Аллен впоследствии стал одним из ведущих постановщиков фильмов нуар и криминальных драм, таких как «Ярость пустыни» (1947), «Такая злая, любовь моя» (1948), «Чикагский предел» (1949) с Аланом Лэддом, «Внезапный» (1954), «Беззаконие» (1955) и «Пуля для Джои» (1955), он также был ассистентом режиссёра драмы по роману Фрэнсиса Скотта Фицджеральда «Великий Гэтсби» (1949) с Аланом Лэддом в главной роли.
Алан Лэдд стал звездой после исполнения главной роли в фильме нуар «Оружие для найма» (1942), за которой последовала также очень успешные роли в нуарах «Стеклянный ключ» (1942) и «Синий георгин» (1946), во всех трёх фильмах его партнёршей была Вероника Лейк. За этими фильмами последовали криминальные драмы «Калькутта» (1947) и «Чикагский предел» (1949), а также вестерны «Шептун Смит» (1948), «Клеймёный» (1950), «Шейн» (1953) и «Гордый бунтарь» (1958).
Британская актриса Филлис Калверт стала известна благодаря участию в съёмках исторических мелодрам британской студии «Гейнсборо» в середине 1940-х годов, таких как «Человек в сером» (1943) и «Они были сёстрами» (1945), после чего сыграла в серии американских мелодрам и драм, среди них «Мэнди» (1952), «Ребёнок в доме» (1956), «Оскар Уайлд» (1960) и «Расшатанные нервы» (1968). Джен Стерлинг номинировалась на «Оскар» за роль второго плана в фильме-катастрофе «Великий и могучий» (1954). Она также сыграла заметные роли в фильмах нуар «В клетке» (1950), «Загадочная улица» (1950), «Станция Юнион» (1950), «Туз в рукаве» (1951), «Доля секунды» (1953) и «Тем тяжелее падение» (1956).
На момент выхода фильма на экраны Джек Уэбб, сыгравший убийцу Джо Ригаса, уже играл главную роль в популярном полицейском телесериале «Облава» (1951—1959). В 1967 году вышло продолжение сериала «Облава» (1967—1970), где партнёром Уэбба стал Генри Морган, сыгравший в данном фильме напарника Ригаса Джорджа Содерквиста. До работы в «Свидании с опасностью» Уэбб и Морган уже сыграли вместе в фильме нуар «Тёмный город» (1950).

## История создания фильма
Согласно информации газеты «Лос-Анджелес дэйли ньюс» от июля 1949 года, фильм основан на серии «реальных дел из государственных архивов», и был первым опытом «полного сотрудничества» Департамента почтовой службы США с художественным кино. Фильм открывается закадровым рассказом о Почтовой службе США и работе её инспекторов, которые являются «самой старой полицейской силы нации». В начальных документальных кадрах показана работа различных почтовых отделений и штаб-квартиры Почтовой службы США в Вашингтоне.
Фильм снимался в течение двух недель на натуре в Чикаго, Гэри, Ла Порте и Форт-Уэйне.

## Оценка фильма критикой

### Общая оценка фильма
После выхода фильма на экраны он получил достаточно позитивные отзывы. Журнал Variety, в частности, назвал его «хорошим экшном про копов и грабителей», в котором Лэдд демонстрирует «подвиги в качестве сотрудника Службы почтовой инспекции». Босли Краузер в «Нью-Йорк таймс» добавил, что «в качестве джентльмена, жёсткая шкура которого непробиваема для ударов и пуль как копов, так и грабителей, Алан Лэдд естественным образом» вписывается в это фильм, «помогая воздать хвалу во многом негромкой работе Службы почтовой инспекции». Вместе с тем, по словам Краузера, «наш герой» проявляет в этом напряжённом экшне столько же эмоций, «сколько проявляет почтовый клерк при пересчёте почтовых марок». Далее кинообзреватель отмечает, что «на счастье Лэдда в фильме есть напряжённая история про копов и воров, написанная с долей современного юмора сценаристами Ричардом Брином и Уорреном Даффом», и кроме того «ему оказывают поддержку актёры, которые справляются со своим текстом и своими ролями так, как будто были для них рождены». Краузер резюмирует свой отзыв словами, что фильм «не только доказывает, что преступление не приносит выгоды, но также и то, что за ним бывает интересно следить».
Современные критики относятся к фильму более сдержанно. В частности, Крейг Батлер, отметив, что это «один из менее известных фильмов нуар», далее охарактеризовал его как «определённо неровный, но в те моменты, когда он получает ускорение, он становится довольно-таки запоминающимся». Однако «очень жаль, что отрезки фильма между его максимумами не несут энергии и искры; они ни в коей мере не плохи, но смотрятся банально». Деннис Шварц назвал картину «стандартным крутым криминальным триллером о почтовом ограблении и убийстве», отметив «живой сценарий с уклоном скорее в юмор, чем в логику», и «со смехотворной альтернативной целью показать, что бесчувственный герой-детектив может стать человечным и не таким циничным благодаря общению с милой и искренней монахиней». Основную историю Шварц оценил как «прямолинейную и слабую», а в самом фильме, по мнению критика, «мало чем можно восторгаться, кроме как красующейся звездой Аланом Лэддом, рубающим всех в роли крутого парня».

### Некоторые характерные моменты фильма
Краузер отмечает, что «сценаристы не ставили перед собой задачу построить историю вокруг выяснения личности преступника», однако «им удалось построить её как напряжённое раскрытие механизма подготовки преступления». Шварц также обращает внимание на то, что «так как зрителю с самого начала известно, кто совершил убийство, фильм не разыгрывается по схеме „кто-это-сделал“, а смотрится как полудокументальный разоблачительный фильм о преступлении».
Батлер отмечает, что «фильм содержит элементы, которые не вполне свойственны жанру фильм нуар, и которые имели больший потенциал, чем это осознавалось ранее». В частности, едва ли не впервые в нуаре «монахиня оказывается ключевой свидетельницей преступления», а «главный герой является сотрудником почтовой службы». Батлер также обращает внимание на то, что по крайней мере «в двух выдающихся эпизодах режиссёр Льюис Аллен и сценаристы Брин и Дафф продемонстрировали свою лучшую форму — в сцене игры в сквош и в убийстве Генри Моргана. В первой из них кипящий гнев Лэдда переливается через край, создавая увлекательную игру, в которой мяч почти что становится орудием смерти. Во втором случае хладнокровное убийство, которое совершает Джек Уэбб с помощью несущих внутренний смысл бронзовых детских ботиночек, шокирует своей жестокостью, но тем не менее захватывает». Шварц также выделяет «хорошо сделанную сцену, в которой крутой коп под прикрытием Лэдд играет в сквош с мерзким убийцей Уэббом, и использует мяч как ракету, чтобы прижать его к полу».

### Оценка актёрской игры
Актёрская игра удостоилась в целом позитивной оценки. Краузер отметил, что «Лэдд мрачен, молчалив и в меру циничен». С другой стороны, «Филлис Калверт в роли монахини демонстрирует готовность помочь правосудию и общее бескорыстие, в результате чего он (герой Лэдда) меняет своё непримиримый взгляд на жизнь». Далее критик пишет, что Пол Стюарт предстаёт в образе «изящного и зловещего главаря банды, а Джек Уэбб — в качестве злобного убийцы, который подозревает Лэдда». Кроме того, по мнению Краузера, «надо отдать должное Джен Стерлинг. Несмотря на роль, казалось бы, глупой блондинки в этой преступной команде, ей отданы некоторые из самых забавных фраз фильма, которые она выдаёт с профессиональной лёгкостью». Variety указывает, что «Лэдд чувствует себя в своей тарелке в роли молчаливого, жёсткого инспектора, которому поручено это дело. Играя на контрасте с ним, Филлис Калверт замечательна в роли монахини, добавляя фильму причудливую нотку».
По словам Кини, «Лэдд великолепен в роли циничного правительственного агента, который имеет репутацию холодного и беспристрастного, а Стерлинг доставляет наслаждение в роли симпатичной, любящей бибоп девушки Стюарта. Однако вершиной этого жесткого фильма нуар становится игра Уэбба в роли психопатического киллера». Батлер полагает, что «Лэдд хорошо справляется с главной ролью, хотя его вальяжный стиль увлечёт не всех зрителей. Филлис Калверт отлична в роли монахини, и Джен Стерлинг добавляет несколько запоминающихся сцен в качестве девушки гангстера. Самое интересное в актёрском составе — это Уэбб и Морган в качестве злодеев, где фирменная невозмутимая игра Уэбба делает его пугающим и тревожно психопатичным». Шварц отмечает, что Лэдд в своём последнем фильме нуар «проходит сквозь обычные для себя процедуры в роли неразговорчивого крутого парня, который похоже чувствует себя вполне комфортно в криминальной среде». Он также выделяет Джен Стерлинг, у которой «есть несколько смешных реплик в роли глупой блондинки, которая является подружкой Эрла, и которая в конце концов пытается договориться с копом ради собственного спасения».